# Beda Mayr
Pour les articles homonymes, voir Mayr.
Beda Mayr, de son vrai nom Felix Mayr, pseudonyme Sebastian Leo (né le 15 janvier 1742 à Taiting, mort le 28 avril 1794 à Donauworth) est un prieur allemand.

## Biographie
Après avoir étudié à Augsbourg, Munich et Fribourg-en-Brisgau, il prononce ses vœux religieux le 29 septembre 1762 dans l'église Sainte-Croix de Donauwörth. Il y est aussi professeur de théologie et de philosophie. Il est également prieur de l'abbaye.
Il suscite une petite controverse en 1778 avec l'opuscule Der erste Schritt zur künftigen Vereinigung der katholischen und der evangelischen Kirche. Gewaget von - Fast wird man es nicht glauben, gewaget von einem Mönche.  (en français Premier pas vers l'unification future des églises catholiques et protestantes - Vous aurez du mal à le croire que cela vient d'un moine), écrit indépendamment de Heinrich Braun.